# Autostrada A501 (Belgia)
Autostrada belgiană A501 este o autostradă scurtă care pornește din nordul orașului La Louvière pe îl leagă de celelalte autostrăzi. Drumul deservește centrul orașului La Louvière, autostrăzile A15 și A7, iar la capătul său se termină în drumul național N57.

## Istoric
Dări în folosință:
- 1967 : Tronsonul La Louvière – Bois d'Haine (G000 – A15)
- 1968 : Tronsonul Bois d'Haine – Mignault (A15 – N57b)

## Traseu
| Descrierea traseului  | |         |
| G000                  | |         |
| A501                  | |         |
| 1 - La Louvière       | Oraș deservit: La Louvière. |         |
| Bois d'Haine          | Nod rutier între A15 și A501: Tournai, Mons; Charleroi, Liège, Parcul industrial Seneffe.                                               | A15 E42 |
| 2 - Bois d'Haine-Nord | Orașe deservite: Bois-d'Haine, La Louvière-Besonrieux.                                                                                  |         |
|                       | Viaductul Bois d'Haine. |         |
| Familleureux          | Nod rutier între A7 și A501: Paris, Mons; Bruxelles, Nivelles, Parcul industrial Feluy, Parcul industrial Seneffe (nod rutier parțial). | A7 E19  |
| A501                  | |         |
|                       | Orașe deservite: Familleureux, Parcul industrial Feluy                                                                                  | G000    |
|                       | | N57b    |